# Chejliwszczyna
Chejliwszczyna (ukr. Хейлівщина) – wieś na Ukrainie, w obwodzie połtawskim, w rejonie łubieńskim, w hromadzie Czornuchy. W 2001 liczyła 463 mieszkańców, wśród których 461 wskazało jako ojczysty język ukraiński, a 2 rosyjski.